# Are 'Friends' Electric?
Are 'Friends' Electric? is een nummer van de Britse band Tubeway Army, afkomstig van het album Replicas uit 1979. Op 4 mei dat jaar werd het nummer op single uitgebracht.

## Achtergrond
De plaat werd een hit in een aantal landen in Europa en in Australië en Nieuw-Zeeland.
De plaat behaalde in thuisland het Verenigd Koninkrijk de nummer 1-positie in de UK Singles Chart en de 3e positie in Ierland. In Australië werd de 12e positie behaald, in Nieuw-Zeeland de 8e, Oostenrijk de 12e en in Duitsland de 23e positie.
In Nederland was de plaat op donderdag 19 juli 1979 TROS Paradeplaat op de befaamde TROS donderdag op Hilversum 3 en werd mede hierdoor een grote hit in de destijds drie landelijke hitlijsten op de nationale publieke popzender. De plaat bereikte de 9e positie in zowel de Nederlandse Top 40 als de Nationale Hitparade en piekte op de 6e positie in de TROS Top 50 met dj Ferry Maat. In de Europese hitlijst op Hilversum 3, de TROS Europarade met dj Ad Roland, werd de 20e positie behaald.
In België bereikte de plaat de 21e positie in de voorloper van de Vlaamse Ultratop 50 en de 16e positie in de Vlaamse Radio 2 Top 30. In Wallonië werd géén notering behaald. 

## Beschrijving
Are 'Friends' Electric? is een newwavenummer van ruim 5 minuten, geschreven en gezongen door Gary Numan, met een dystopische tekst, geen refrein en een repeterende en voor die tijd futuristische synthesizermelodielijn. Het is een atypische nummer 1-hit en bevat invloeden van David Bowie, Brian Eno en krautrock.

## Tekst
Are 'Friends' Electric? gaat over robotprostituees. De tekst is discreet, in bedekte termen, opgesteld.

## Coverversies
Het werd meermaals gecoverd, onder andere door An Pierlé in 1996, Moloko in 1997 en Groove Armada in 2008. Het nummer werd gesampled in Freak Like Me van Sugababes (2002) en Industrial Friends (2008) van Party Animals.